# Rugby Monza 1949 (femminile)
La sezione femminile del Rugby Monza 1949, club dell'omonima città della Lombardia, fu istituita nel 2002.
Dal 2003 al 2021 militò nel massimo campionato femminile italiano, vincendo lo scudetto nel 2014 e raggiungendo la finale in altre due occasioni.
All'inizio della stagione sportiva 2021-22 il club ritirò la squadra femminile dal campionato.

## Storia
La sezione femminile si formò in seno al club nel 2002 per iniziativa di Carlo Gaudino, che fu il primo allenatore della neonata formazione costruita a partire da sua figlia Silvia, all'epoca ventunenne terza linea internazionale reduce dalla Coppa del Mondo 2002 in Spagna; la squadra fu iscritta al campionato nella stagione successiva e dopo solo quattro stagioni giunse alle semifinali dei play-off scudetto (doppia sconfitta contro le Red Panthers di Treviso).
Nelle successive stagioni la semifinale fu l'appuntamento fisso del club brianzolo, che tuttavia si era guadagnato il nomignolo di «eterno terzo» per non riuscìre a scalfire il dominio della diarchìa veneta Red Panthers/Riviera del Brenta almeno fino al 2014, quando la squadra per la prima volta giunse in finale e, al "Migliaretto" di Mantova, batté le campionesse uscenti del Riviera per 29-12 aggiudicandosi il primo e l'unico scudetto della sua storia e portando per la prima volta il titolo fuori dal Veneto.
L'anno successivo la squadra si ripropose ad alto livello, giungendo di nuovo alla finale per difendere il titolo, ma venendo sconfitta all'ultimo atto dall'emergente Valsugana, club che riportò lo scudetto in Veneto; ancora, nel 2016, la finale vide di fronte le stesse due squadre, e furono nuovamente le ragazze padovane ad aggiudicarsi il titolo benché con un 6-0 di misura frutto di due calci piazzati.
Nel 2017 fu di nuovo il Valsugana a fermare la corsa-scudetto del Monza, ma nei play-off; nonostante l'eliminazione alle porte della gara decisiva, il Monza giunse alla sua undicesima, e ultima, semifinale consecutiva; soltanto Red Panthers e Riviera vantano più continuità in tale particolare statistica.
I due campionati 2017-18 e 2018-19, l'ultimo completato dalla squadra, videro il Monza fuori dai play-off; dopo le sospensioni e, a seguire, gli annullamenti di tutti i campionati a parte la prima divisione maschile a causa della pandemia di COVID-19, la squadra si ripresentò alla ripartenza del campionato 2021-22, ma comunicò alla F.I.R. la sua rinuncia al torneo proprio prima del suo avvio.

## Cronologia
| Cronistoria del Rugby Monza ASD |
| --- |
| - 2002 · nascita della sezione femminile del club - 2003-04 · 3º girone A serie A - 2004-05 · 3º girone C serie A - 2005-06 · 4º girone B serie A - 2006-07 · 1º girone B serie A (Sconf. semifinale scudetto) - 2007-08 · 2º serie A (Sconf. semifinale scudetto) - 2008-09 · 3º serie A (Sconf. semifinale scudetto) - 2009-10 · 3º girone Élite serie A (Sconf. semifinale scudetto) - 2010-11 · 2º girone 1 serie A (Sconf. semifinale scudetto) - 2011-12 · 2º girone Élite serie A (Sconf. semifinale scudetto) - 2012-13 · 3º girone Élite serie A (Sconf. semifinale scudetto) - 2013-14 · 2º girone 1 serie A Campione d’Italia (1º titolo) - 2014-15 · 1º girone 1 serie A (Sconf. finale scudetto) - 2015-16 · 1º girone A serie A (Sconf. finale scudetto) - 2016-17 · 3º girone 1 serie A (Sconf. semifinale scudetto) - 2017-18 · 4º girone 1 serie A - 2018-19 · 6º girone 1 serie A - 2019-20 · n/a - 2020-21 · n/a - 2021-22 · rinuncia al campionato |

## Giocatrici di rilievo
Tra le giocatrici che hanno vestito la maglia della nazionale italiana durante la loro permanenza nel club figurano:
- Ilaria Arrighetti
- Lucia Cammarano
- Awa Coulibaly
- Michela Este
- Silvia Gaudino
- Isabella Locatelli
- Maria Magatti

Di queste, Arrighetti, Cammarano, Gaudino, Locatelli e Magatti hanno preso parte alla Coppa del Mondo 2017 da giocatrici del Monza; Este da giocatrice del Red Panthers. La stessa Gaudino, unica militante del Monza ad avere partecipato a due Coppe del Mondo, era tesserata per il Roccia Rubano al tempo della citata Coppa del Mondo 2002.

## Palmarès
- Campionati italiani: 1
2013-14